# عنان نادسن
عنان نادسن (انگلیسی: Annan Knudsen؛ ۲۳ نوامبر ۱۸۸۷ – ۱۱ فوریهٔ ۱۹۸۲) قایقران روئینگ اهل نروژ بود.
وی در مسابقات کشوری و بین‌المللی در مجموع برندهٔ ۱ مدال نقره شده‌است.